# کادیلاک سیمارون
کادیلاک سیمارون (به انگلیسی: Cadillac Cimarron) خودرویی است که در سال‌های ۱۹۸۲ تا ۱۹۸۸ در ایالات متحده آمریکا تولید شده است. طراحی آن خودروهای موتور جلو-محور جلو بوده است. سیستم جعبه‌دندهٔ آن ۳ دنده به دو صورت خودکار و دستی است.